# Marguerite d'Youville
Pour les articles homonymes, voir Marguerite d'Youville (homonymie), Sainte Marguerite et d'Youville.
Sainte Marie-Marguerite d'Youville (née Marie-Marguerite Dufrost de Lajemmerais) (Varennes, 15 octobre 1701-Montréal, 23 décembre 1771) est une religieuse catholique, fondatrice des Sœurs de la Charité de Montréal, communément appelées Sœurs Grises et administratrice de l’Hôpital général de Montréal. Elle est la première Canadienne à être canonisée. Les Sœurs de la Charité sont aussi la première communauté religieuse fondée au Canada.

## Biographie

### Enfance
Fille de François-Christophe Dufrost de Lajemmerais et de Marie-Renée Gaultier de Varennes, Marguerite est née à Varennes, près de Montréal, le 15 octobre 1701. Issue de la noblesse coloniale, son grand-père, René Gaultier de Varennes, avait été gouverneur de Trois-Rivières et son oncle était l'explorateur Pierre Gaultier de Varennes et de La Vérendrye. Marguerite comptait aussi deux sœurs et trois frères.
Après avoir étudié chez les Ursulines à Québec de 1712 à 1714, elle doit aider sa mère devenue veuve. En 1719, sa mère se remarie avec Timothy Sullivan, un chirurgien irlandais.
Le mariage de Marguerite et Louis-Hector Piot de Langloiserie, fils du seigneur de l'Île Sainte-Thérèse, aurait été annulé après que Marie-Renée Gaultier de Varennes ait épousé le médecin Sullivan, roturier de surcroît, qui avait fort mauvaise réputation en Nouvelle-France. La famille de Langloiserie considérait le mariage de la mère de Marguerite comme une mésalliance. Marguerite déménage ensuite avec sa mère et son beau-père Sullivan, dépeint généralement comme un homme violent et ayant marqué son développement, à Montréal en 1721.

### Mariage et vie de famille
L'année suivante, Marguerite épouse François-Madeleine d’Youville (1700-1730) à l'église Première église Notre-Dame le 12 août 1722. Ils s’installent d'abord chez la mère de François-Madeleine, Madeleine Just, place du Marché. Le couple aura six enfants : 
- Timothée Youville (1723-1723)
- Joseph-François Youville de la Découverte (1724-1778), prêtre séculier, desservant à Maskinongé (1747-1749)
- Ursule Youville (1725-1726)
- Marie-Louise Youville (1727-1727)
- Charles-Marie-Magdeleine Youville Dufrost (ou Charles d'Youville Dufrost) (1729-1790), prêtre[5]
- Ignace Youville (1731-1731)

Le 4 juillet 1730, François-Madeleine d’Youville meurt subitement. Marguerite se retrouve veuve à 28 ans, enceinte de surcroît et avec deux enfants à charge. Pour ajouter à son malheur, son mari lui a laissé une succession grevée par les dettes. Elle choisit d’y renoncer. Pour assurer sa survie et celle de ses enfants, elle tient un commerce au cours des années suivantes, où elle fera montre de ses talents d'administratrice.

### Fondatrice des Sœurs de la Charité de Montréal

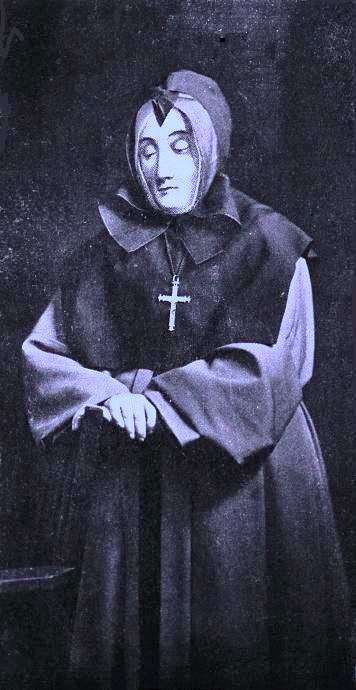
Mère d'Youville. Musée McCord, vers 1910.

Son fils Joseph-François entre au Séminaire de Québec en 1737 et Charles-Marie suit le même chemin en 1742. Marguerite accorde elle aussi une place de plus en plus prépondérante à la religion. À cette époque, elle est dirigée spirituellement par le Sulpicien Louis Normant du Faradon.
Le 31 décembre 1737, avec Catherine Cusson, Marie-Catherine Demers Dessermont et Marie-Louise Thaumur de La Source, elles décident de consacrer leur vie aux pauvres. Bien qu'elles ne soient encore qu'une association séculière, elles prononcent tout de même des vœux. Les femmes sont toutefois confrontées à de nombreuses difficultés au cours des années suivantes, marquées notamment par les problèmes de santé de Marguerite et l'incendie de la maison où elles logeaient avec leurs pensionnaires, le 31 janvier 1745. Elle trouve conseil et aide auprès du Supérieur Normant du Faradon, qui rédige les « engagements primitifs » de la jeune communauté en 1747.

### L'Hôpital général de Montréal
À la fin des années 1740, les Frères hospitaliers de la Croix et de Saint-Joseph manifestent le désir de se départir de la gestion de l'hôpital général à Montréal, anciennement l'Hôpital général des Frères Charon fondé dans en 1694, rue Saint-Pierre. Les Sulpiciens, qui leur avait jadis cédé le terrain pour l'érection du bâtiment, tentent de faire en sorte que la direction de l’établissement revienne à Marguerite d’Youville et à sa communauté. Le 27 août 1747, une ordonnance lui confie effectivement l'administration de l'Hôpital général de Montréal. Mais c'est un établissement endetté et en mauvais état dont elle hérite. Qu'à cela ne tienne, le 7 octobre, elle s’y installe avec six consœurs et veille à réaménager les lieux. Jusque-là réservé aux hommes exclusivement, elle ouvre l'Hôpital aux pauvres des deux sexes, ainsi qu'aux soldats infirmes, aux personnes âgées, aux filles mères, aux enfants trouvés et aux orphelins.

#### Union avec l'Hôpital général de Québec
Trois ans plus tard, le roi fait savoir aux administrateurs coloniaux qu'il souhaite voir diminuer le nombre de nouvelles communautés religieuses au Canada. En octobre 1750, l'intendant François Bigot agit en ce sens et émet une ordonnance révoquant la gestion de l'hôpital par les sœurs grises et unissant l’Hôpital général de Montréal à celui de Québec.
Marguerite d’Youville rédige alors une supplique pour s'opposer à cette décision dans laquelle elle fait état de toutes les améliorations apportées à l'établissement. Elle s’engage également à liquider l'entièreté de la dette des frères Charon (Frères hospitaliers de la Croix et de Saint-Joseph, mieux connus sous le nom de frères Charon). Le 19 juin 1750, mère d'Youville se rend en personne à Québec remettre sa supplique à l'intendant Bigot et à Mgr de Pontbriand. De plus, elle peut compter sur l'appui de Jean Couturier, supérieur de la Compagnie de Saint-Sulpice à Paris, et du Supérieur montréalais Normant Faradon, qui ont tous deux entrepris des démarches auprès de la Cour pour renverser la décision.

#### Ordonnance révoquée et lettres patentes
En 1751, un arrêt du Conseil du roi annule l'ordonnance de Bigot et demande qu'un contrat soit conclu avec Mère d’Youville pour l’administration de l'hôpital. Le 14 décembre, l’intendant rend donc une ordonnance révoquant la fusion des deux hôpitaux généraux et laissant Marguerite d’Youville à la gestion de l'établissement montréalais. Dans un deuxième temps, le contrat, fortement inspiré de la supplique présentée par Mère d’Youville, est établi dans une ordonnance datée du 28 septembre 1752.
La communauté reçoit enfin ses lettres patentes en 1753. Mère d’Youville et ses sœurs deviennent dès lors formellement responsables de l’administration de l’Hôpital général. Appelées Sœurs de la Charité, les professes reçoivent l’habit gris qui leur vaut le nom de sœurs grises. En 1755, Mgr Pontbriand confirma la règle établie en 1747 par le père Normant Faradon.

#### Soigner et nourrir les soldats

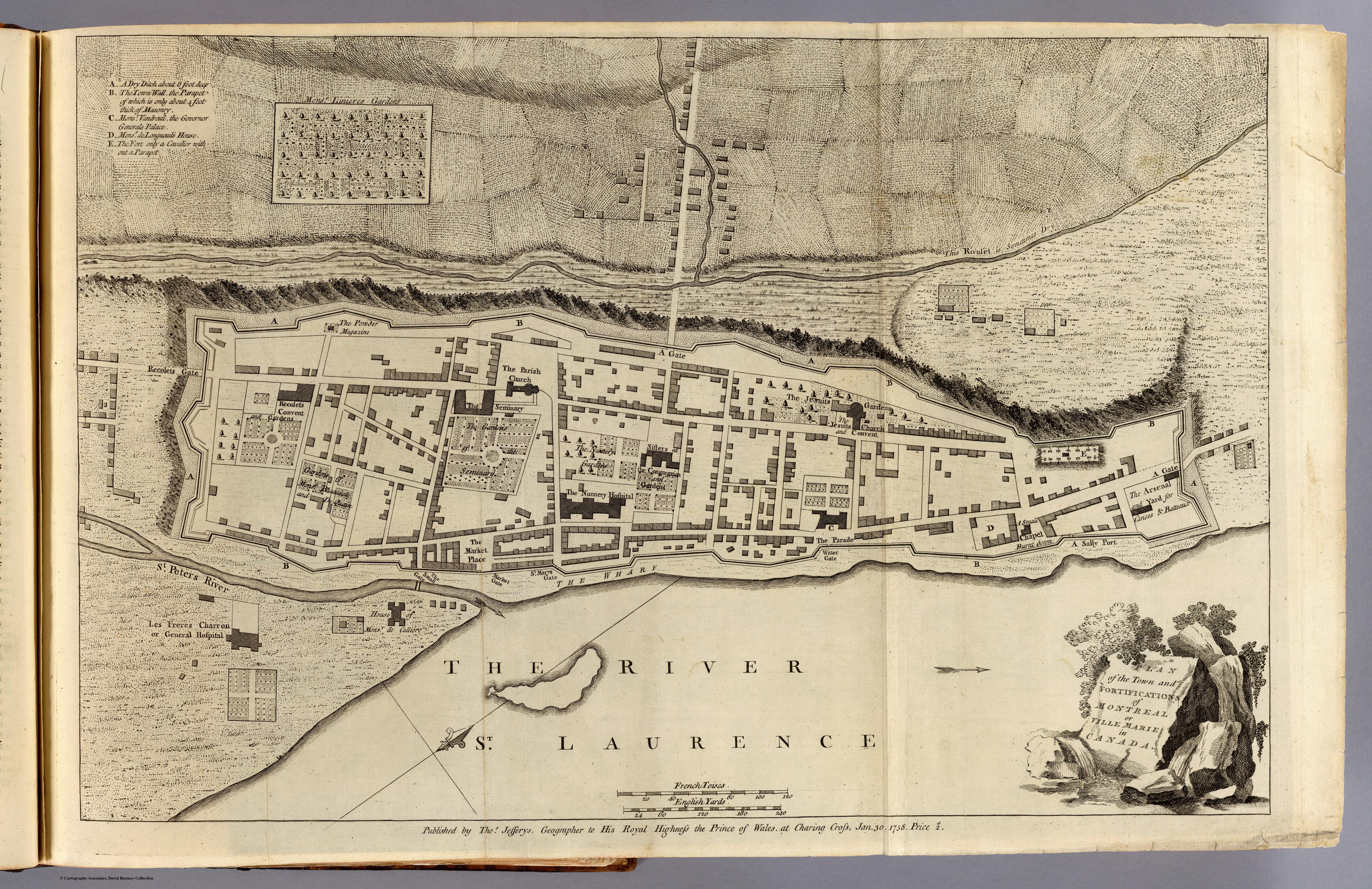
L'Hôpital général en 1758 (en bas à gauche à l'extérieur des fortifications).

Tandis qu'en France, les dettes de l’hôpital sont réglées en 1756, l'Angleterre déclare la guerre à la France. C'est le début de la guerre de Sept Ans. Au Canada, dès cette année-là, les sœurs grises accueillent des soldats des armées française et britannique. Si, « maintes fois, l'Hôpital général, situé entre les bosquets de la Pointe-Saint-Charles et les remparts de la ville, fut le centre de vives escarmouches », Mère d'Youville ne ménage pas son aide. Il lui arrive même de secourir des fugitifs français et anglais, dont un certain Southwork qui rendra la pareille à la communauté en 1760 quand les troupes de Jeffery Amherst viendront prendre Montréal. Pour ajouter au stress vécu par la supérieure, lors du siège de Québec, son fils Charles-Marie-Magdeleine, alors curé à Pointe-Lévy, est fait prisonnier par les Britanniques. Il le restera jusqu'en septembre 1759.
Par ailleurs, sous le Régime français, les gardes-magasins du roi leur faisaient effectuer divers travaux de couture, tels que des uniformes. Ce n'est plus le cas avec les Britanniques sous le régime militaire. Mère d'Youville s'en plaint: « L'argent est extrêmement rare et on ne trouve rien à gagner; ces gens-là ne font point travailler et leur Roi encore moins. » Pour assurer le maintien de la Congrégation des Sœurs de la charité, elle peut toutefois compter sur les dons de divers particuliers, sur les revenus de leur ferme à Pointe-Saint-Charles et de leurs terres à Chambly.

En temps de guerre, l'Hôpital fournissait des rations, composées d'aliments comme du pain et des pois, à l'intendant Bigot. Or, « M. Bigot a toujours été très ménager et n'a jamais voulu que nous fussions payées comme il convenait. Sur la fin que le bœuf nous était vendu 4 livres la livre, il a consenti à nous donner 3 livres 10 sols et l'Hôpital fournissait le reste ». Elles sont de plus payées en argent de papiers. Ce sont près de 120 800 livres que la Couronne française lui doit pour les rations fournies pendant la guerre. L'Hôpital se trouve lourdement endetté quand la Nouvelle-France capitule en 1760. Finalement, comme ce sera le cas pour les autres communautés religieuses et l'ensemble des Canadiens, elle devra attendre la signature du traité de paix en février 1763 pour en connaître le sort. En mars 1765, elle a un peu plus de nouvelles à ce sujet:  
« Nous avons vu un arrêt du Roi de France qui dit qu'il paiera les lettres de change de 55-56-57 et 58 dans leurs entiers, celles de 59 à moitié de perte et les autres papiers au trois-quart; c'est beaucoup perdre et ne savoir au juste quand le tout sera remboursé; c'est ce que nous ignorons. »  
Leur papier est donc fortement dévalué. Ce ne sont maintenant plus que 40 100 livres qu'elles peuvent espérer recevoir de la France.

#### 1765: incendie, achat de seigneurie et incertitude financière
Le 18 mai 1765, un incendie ravage une grande partie de Montréal. On dénombre 111 maisons détruites par les flammes, y compris l'Hôpital général. Elles sont 18 sœurs à se retrouver sans toit, plus les 17 dames qui y payaient pension, les 63 pauvres et les 16 enfants illégitimes qui y étaient hébergés. L'Hôtel-Dieu les accueille momentanément.
Étienne Montgolfier, supérieur des Sulpiciens, avance 15 000 livres pour la reconstruction des lieux. Ce n'est que sept mois plus tard que les sœurs et leurs pauvres peuvent finalement regagner l'Hôpital général.

Marguerite d'Youville acquiert entre-temps la seigneurie de Châteauguay. L'acte est signé le 8 juin 1765. Elle veille rapidement à son développement en y faisant construire un moulin. Cette seigneurie lui assurera bientôt des revenus tout en lui permettant de nourrir les pensionnaires de l'hôpital.

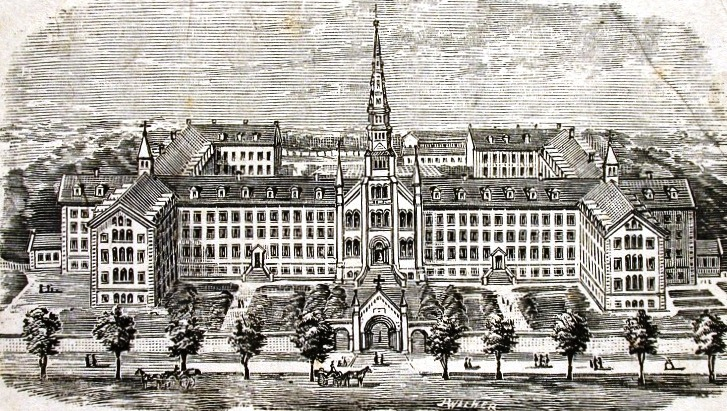
Le couvent des Sœurs grises à Montréal au XIX^{e} siècle.

Dans l'immédiat par contre, le contexte financier de la communauté demeure difficile, surtout en raison de l'incertitude liée aux papiers du Canada. La Couronne française ne cesse de prolonger les délais pour rembourser cette monnaie. En ce qui concerne la congrégation, elle voit le remboursement des 40 100 livres qui lui sont dues être reporté d'année en année. En septembre 1765, Mère d'Youville semble découragée. Elle écrit : 
« Il est des plus durs et fait un grand tort aux pauvres misérables de ce pays. Nous les avions acquis avec bien des peines et du travail. Pour ce qui regarde les lettres de change, rôle et état d'ouvrages pour les ordonnances, nous en avons eu près du tiers par aumônes. C'est un nouvel incendie pour nos pauvres et pour nous. Dieu soit béni, il faut porter sa croix, il est vrai qu'Il nous les donne en abondance dans ce triste pays. »
Mère d'Youville parvient malgré tout à assurer la survie des Sœurs de la Charité et à poursuivre son œuvre. En 1770, l'hôpital héberge ainsi 18 sœurs, nourrit quelque 170 personnes et veille à l'entretien de 150 autres.

### Décès
Marguerite d'Youville décède dans une chambre de son hôpital le 23 décembre 1771, à l'âge de 70 ans. Elle souffrait d'une attaque de paralysie depuis la Toussaint. Thérèse Lemoine-Despins lui succède comme supérieure des Sœurs grises.

## Généalogie

Registres de l'état civil du Québec
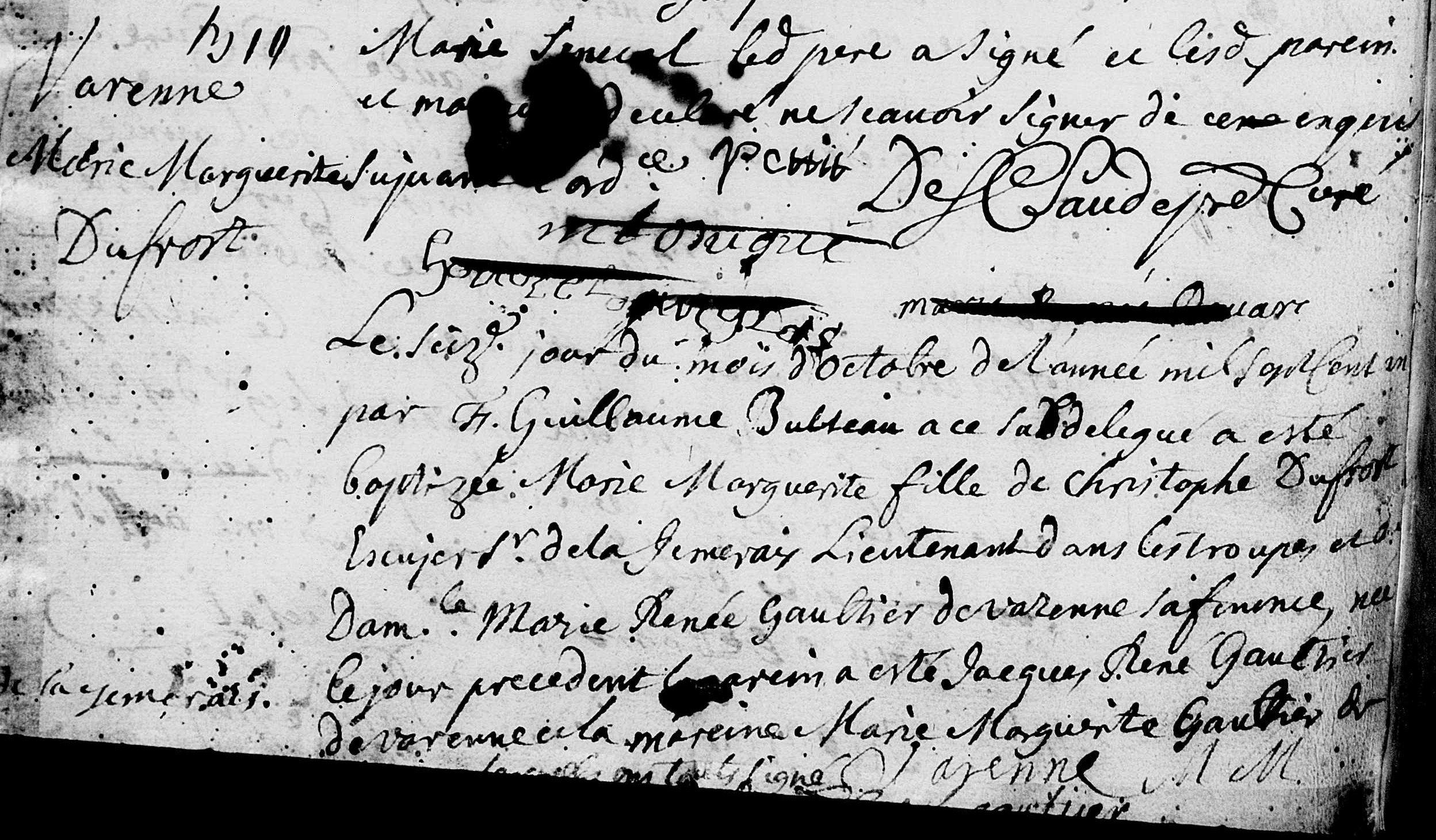
Acte de baptême de Marie Marguerite Dufrost. 16 octobre 1701. Paroisse Sainte-Anne-de-Varennes de la ville de Varennes.
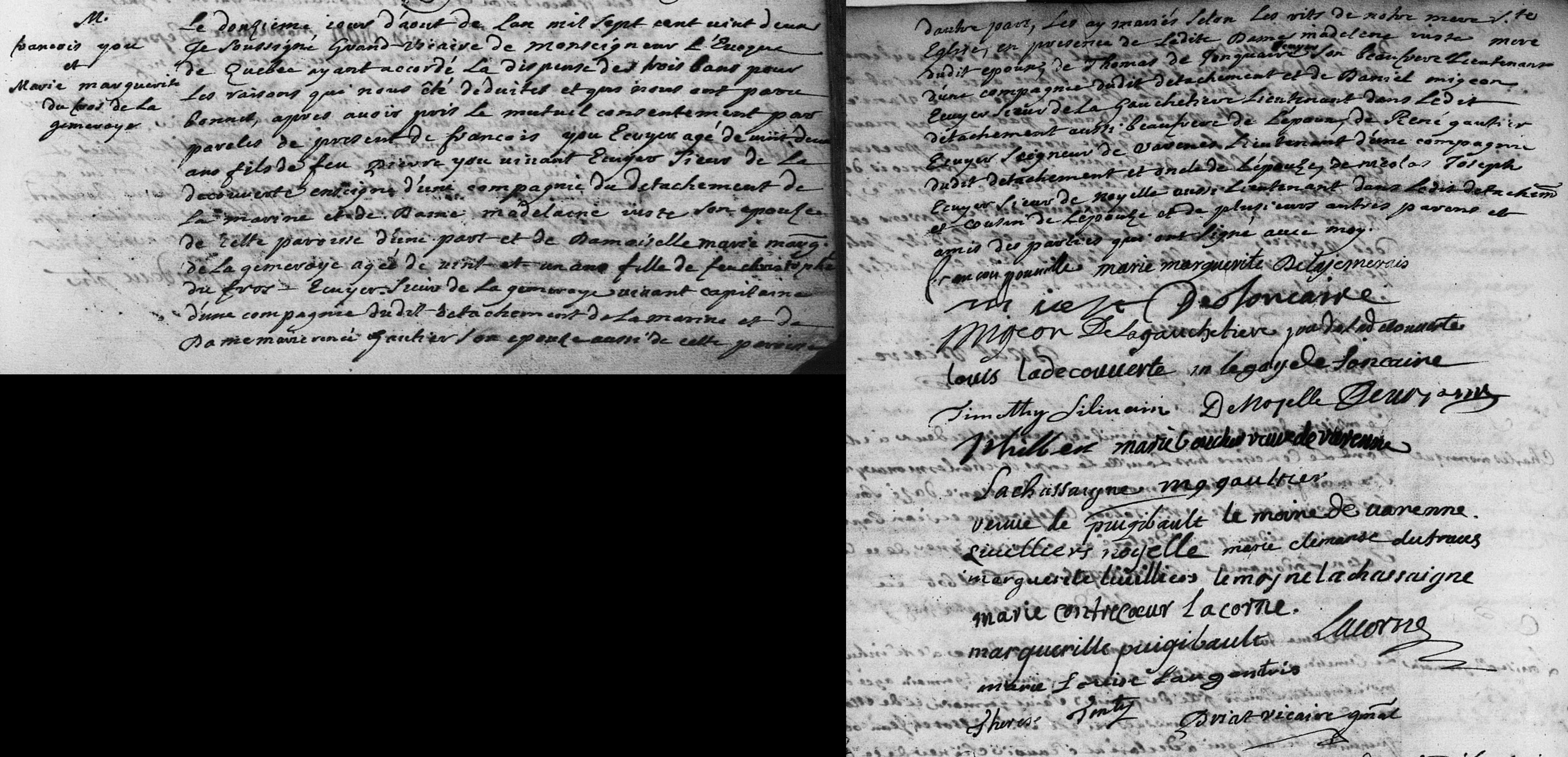
Acte de mariage entre Francois You et Marie Marguerite Dufrot de La Jemeraye. 12 août 1722. Paroisse Notre-Dame de la ville de Montréal.
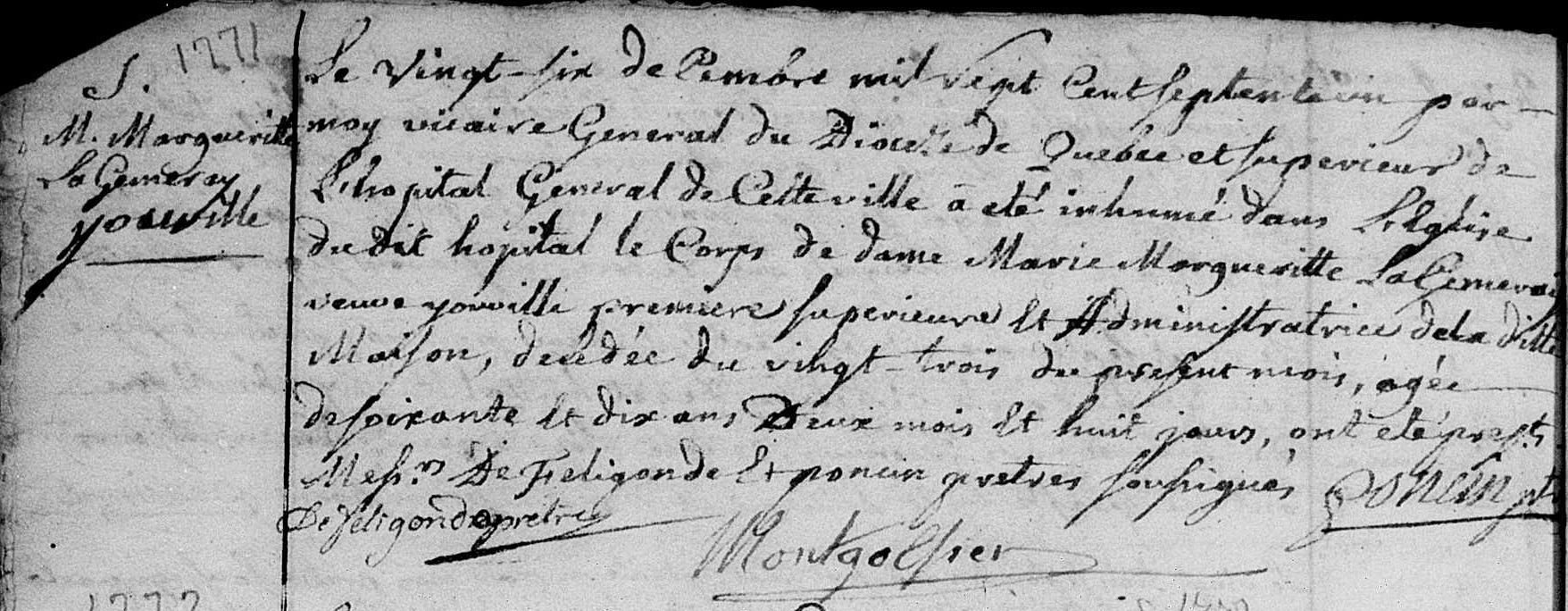
Acte de sépulture de Marie Margueritte La Gemeray Youville. 26 décembre 1771. Hôpital Général des Soeurs Grises de la ville de Montréal.

## Postérité

### Sœurs de la Charité de Montréal
Dans son testament, Marguerite d'Youville a demandé à ses sœurs de « [faire] en sorte que l’union la plus parfaite règne parmi [elles]». Grâce à cela, les Sœurs grises ont pu continuer d'étendre leur œuvre au Canada, mais aussi dans le monde (au Brésil et en Colombie par exemple). L’Accueil Bonneau, une institution qui aide les plus démunis de Montréal à se nourrir, se vêtir et se reprendre en main, est un exemple du dévouement de ces sœurs inspirées par l'œuvre de leur fondatrice Marguerite d'Youville.

Son fils Charles-Marie-Magdeleine Youville Dufrost perpétue sa mémoire à travers une première biographie réalisée à partir des témoignages de ses anciennes compagnes. 

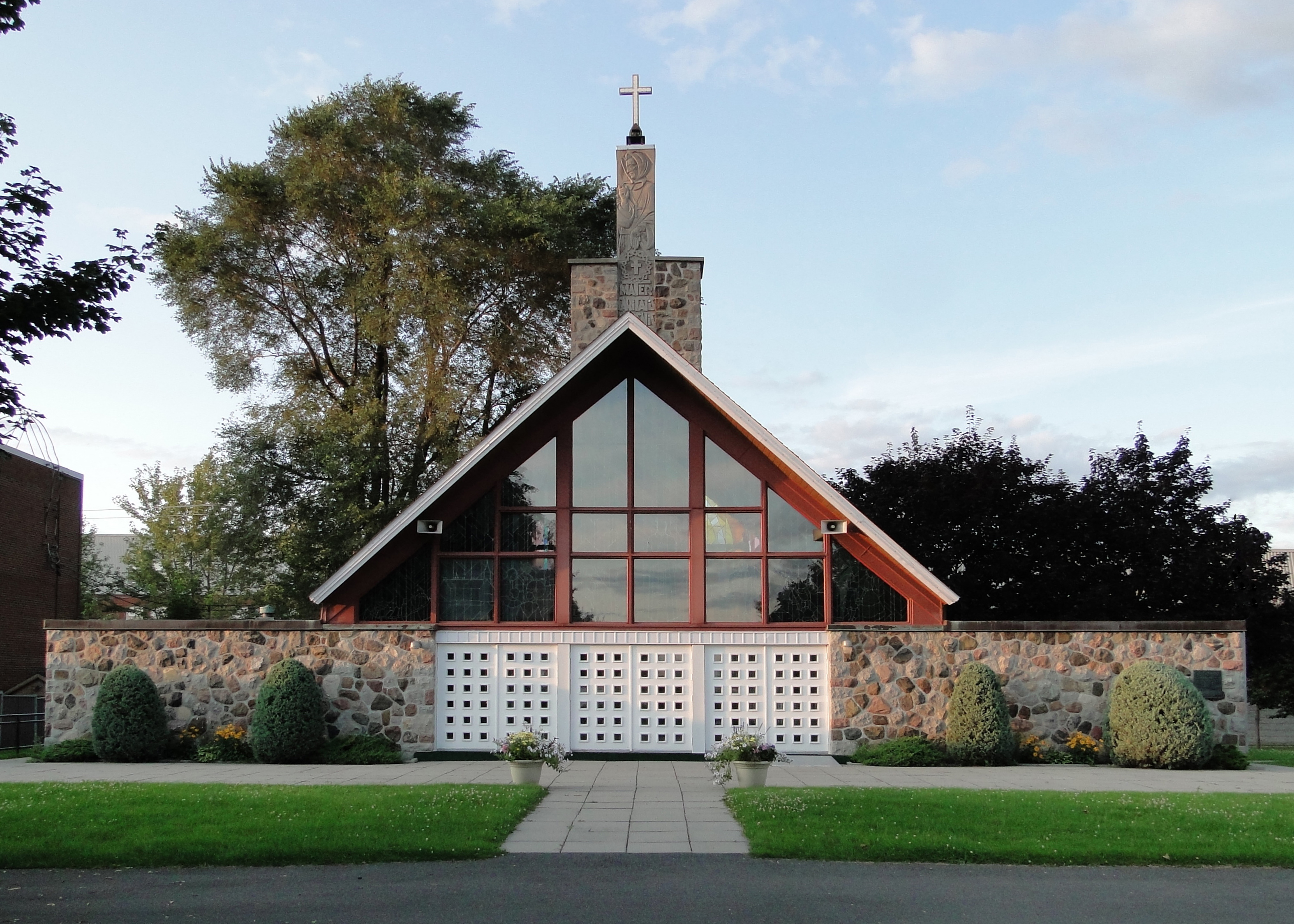
Sanctuaire Marguerite d'Youville à Varennes.

### Église catholique
- Son institut s'est répandu à travers le Canada et même aux États-Unis.
- Le décret introduisant la cause de sa béatification, permettant de l'appeler Vénérable, a été signé le 28 avril 1890.
- Le pape Jean XXIII a béatifié Marguerite d'Youville le 3 mai 1959.
- Jean-Paul II l'a canonisée le 9 décembre 1990[28],[29].
- Elle est commémorée au Canada le 16 octobre, et selon le Martyrologe romain le 23 décembre[28],[29].

### Hommages
- La région de Varennes honore la mémoire de la première sainte canadienne de plusieurs façons. Ses restes sont conservés depuis le 8 décembre 2010 dans la Basilique Sainte-Anne de Varennes, et une exposition consacrée à la fondatrice des Sœurs grises peut être visitée dans un bâtiment adjacent.

- Une municipalité régionale de comté, une circonscription provinciale des avenues (dont à Saint-Hyacinthe), un parc (Nicolet), des rues (dont à Lévis, Gatineau, Trois-Rivières et Montréal) et deux places (à Québec et à Montréal) portent son nom.
- Une école secondaire de Montréal, l'école Marguerite De-Lajemmerais, porte aussi son nom.
- Une école primaire franco-ontarienne à Tecumseh, en Ontario, porte également son nom : École élémentaire catholique Sainte-Marguerite d'Youville.
- Le 21 septembre 1978, Postes Canada a émis un timbre à sa mémoire dessiné par le peintre Antoine Dumas et tiré à plus de 28 millions d'exemplaires[30].
- En 2003, elle a été nommée au Temple de la renommée médicale canadienne[31].
- Une résidence pour personnes âgées à Ville-Marie dans la MRC du Témiscamingue porte son nom[32].